# ولادو مالسکی

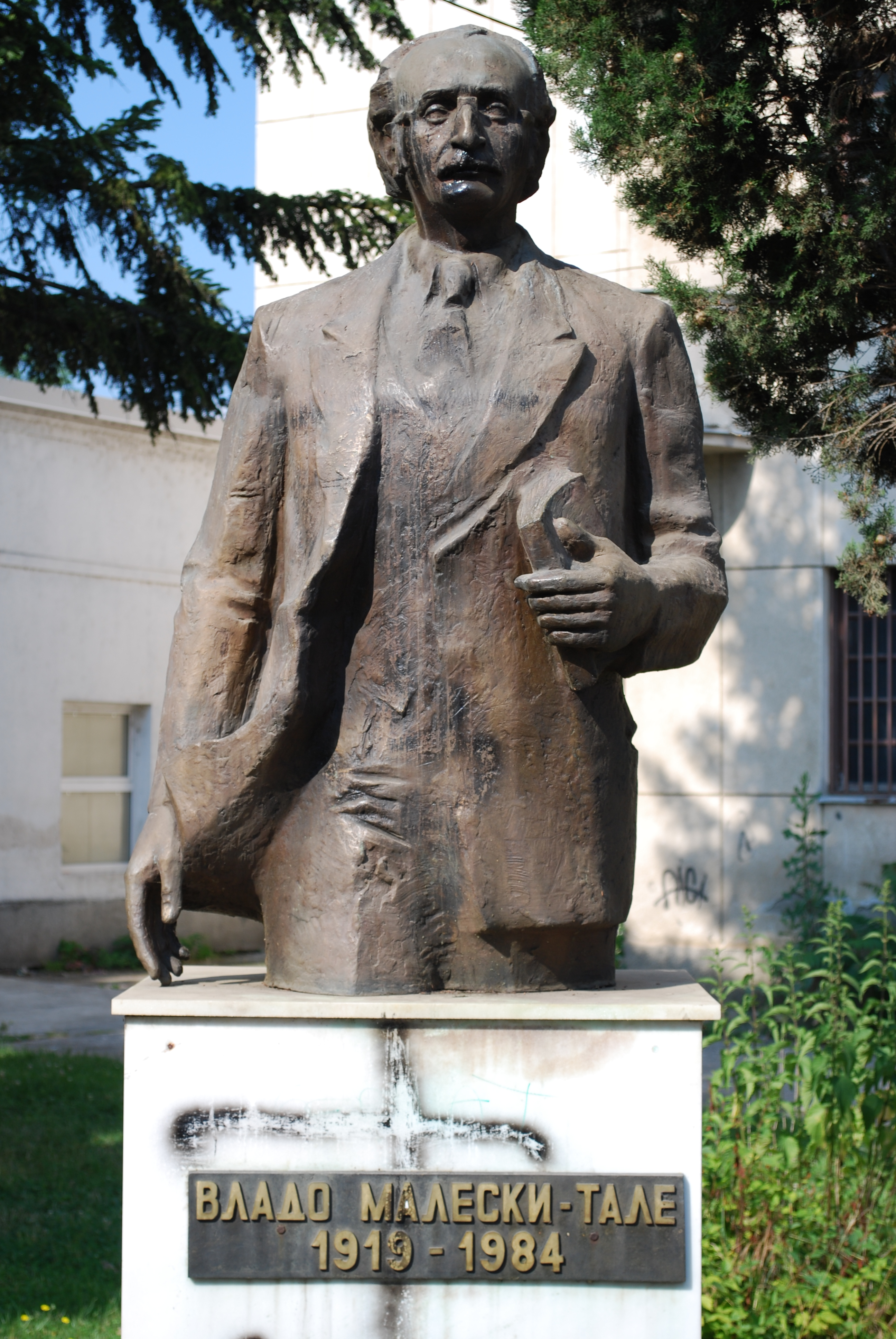
تندیس ولادو مالسکی در استروگا، مقدونیه

ولادو مالسکی (مقدونیایی: Владо Малески) (زاده ۵ سپتامبر ۱۹۰۹ – درگذشته ۲۳ سپتامبر ۱۹۸۴) نویسنده، ناشر، انقلابی و فعال کمونیست اهل مقدونیه شمالی بود.

## تحصیلات
عمده سرشناسی وی علاوه بر نشر چندین رمان به زبان مقدونیایی و هم چنین چاپ داستان‌های کوتاه، نگارش سرود ملی مقدونیه و همچنین نویسندگی فیلم‌نامه اولین فیلم بلند تاریخ سینمای جمهوری مقدونیه به نام فروزینا در سال ۱۹۵۲ است. این فیلم به کارگردانی وویسلاو نانوویچ ساخته شد و ۲ سال بعد به اکران رسید.
مالسکی دبستان را در اشکودر در آلبانی طی کرد و دبیرستان را در بیتولا در مقدونیه به پایان رسانید و وارد دانشکده حقوق بلگراد شد. اگرچه به علت شروع جنگ جهانی دوم هرگز تحصیلات خود را تمام نکرد و وارد کارهای حزبی شد.

## فعالیت‌ها
پس از جنگ جهانی دوم او مدیر رادیو و تلویزیون مقدونیه شد که در سال ۱۹۴۴ در خلال جنگ تأسیس شده بود. او هم چنین به عنوان سفیر جمهوری سوسیالیستی مقدونیه در لبنان، اتیوپی و لهستان خدمت کرد.